# Mr & Mr
|  | Denne artikel er oprettet af botten PalnaBot ud fra en ekstern database. Den kan derfor have sproglige fejl eller mangler. Denne skabelon kan fjernes efter kontrol af indholdet. |

Mr & Mr er en film instrueret af Anders Overgaard Ravn, Anne Kathrine Bindesbøll.

## Handling
To tjekkede unge mænd i smart skinnede tøj er på vej til en afgørende ceremoni i deres liv. En ceremoni og efterfølgende fest som de har glædet sig til, men som heller ikke er uden store problemer. Hvordan forholder samfundet sig til dem, - hvad med familien?